# Tres idiotes i una bruixa
Tres idiotes i una bruixa  (títol original: Saving Silverman) és una comèdia romàntica australo- estatunidenca dirigida per Dennis Dugan el 2001. Ha estat doblada al català

## Argument
Quan Darren coneix Judith, és el súmmum. Aquesta diablessa menjadora d'homes en fa progressivament el seu esclau. Llavors Wayne i JD, els millors amics del pobre home, fan tot per a salvar-lo. Però els seus plans excèntrics tot ho trastoquen.

## Repartiment
- Jason Biggs: Darren Silverman
- Steve Zahn: Wayne
- Jack Black: JD
- Amanda Peet: Judith
- Amanda Detmer: Sandy
- R. Lee Ermey: l'entrenador Norton
- Neil Diamond: ell mateix
- Norman Armour: el ministre
- Colin Foo: el vell

## Crítica
- "El més interessant és que enmig de tant riure i tanta malaptesa, sobrevola la incorrecció política, que porta tot a un final al mateix temps catàrtic, musical i ple de Neil Diamond."[3]